# Saint-Brice-en-Coglès
Saint-Brice-en-Coglès è un comune francese di 2 808 abitanti situato nel dipartimento dell'Ille-et-Vilaine nella regione della Bretagna.

## Società

### Evoluzione demografica
Abitanti censiti